# Государственный переворот в Болгарии (1886)

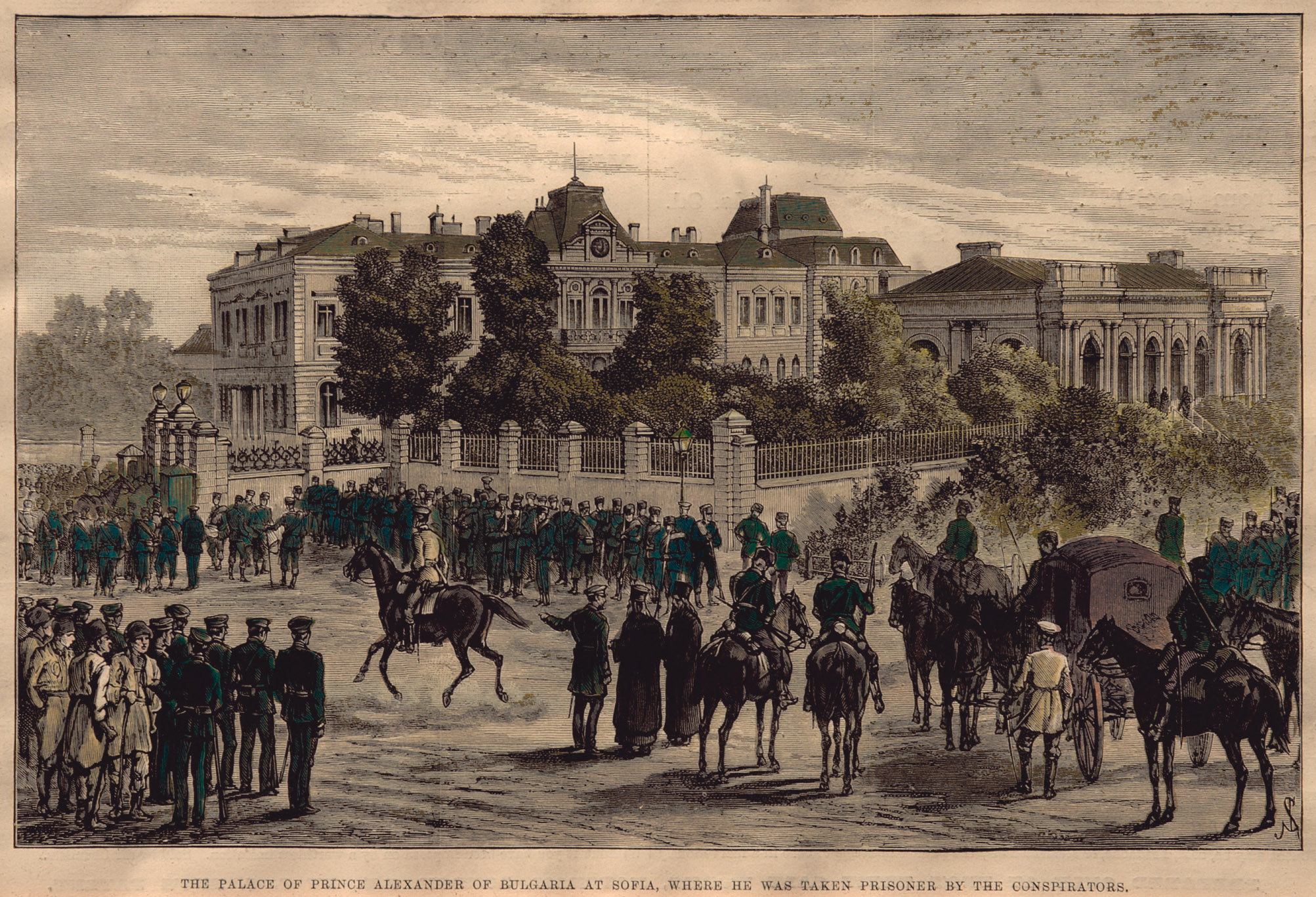
Дворец князя Александра I, где он был арестован заговорщиками (неизв. автор)

Государственный переворот в Болгарии 1886 года, также известный как государственный переворот 9 августа (болг. Деветоавгустовски преврат) — попытка свержения с болгарского трона князя Александра Баттенберга, имевшая место 9 (21) августа 1886 года. Несмотря на то, что попытка оказалась неудачной и завершилась контрпереворотом, в конечном итоге она привела к отречению Александра Баттенберга и тяжёлому политическому кризису в стране.

## Предыстория
После Русско-турецкой войны (1877-78) Болгария была освобождена от турецкого владычества. Власть над страной получил князь Александр Баттенберг, племянник русского царя Александра II. После убийства Александра II в 1881 году его сменил Александр III, отличавшийся консервативными настроениями.
После аннексии Восточной Румелии (в болгарской историографии объединения Болгарии с Восточной Румелией) в 1885 году, которая не была одобрена Российской империей, русско-болгарские отношения ухудшились. Недовольство российского двора действиями князя отразилось на русской политике в отношении болгарского княжества. Это давало повод для яростных нападок на Баттенберга со стороны пророссийских политических групп (Прогрессивно-либеральной партии Цанкова и Народной партии Восточной Румелии), убеждённых, что покровительство России необходимо для сохранения независимой Болгарии в границах, определённых Сан-Стефанским договором. Слухи о готовящемся новом нападении Сербии также требовали скорейшего урегулирования отношений с Россией: ослабленная после войны 1885 года в материальном и финансовом отношении болгарская армия была уязвима, кадровая политика в армии также вызывала недовольство.

## События переворота

### Подготовка
Организаторами переворота стали: начальник Военного училища Пётр Груев, генералы Анастас Бендерев, Радко Димитриев и Георгий Вазов. В заговоре участвовал и русский военный атташе в Болгарии полковник Сахаров.
В конце июля — начале августа, под предлогом подготовки к обороне от предстоящего сербского нападения, Бендерев начал размещение войск около Софии, одновременно верные князю подразделения были отосланы: две дружины 1-го пехотного полка отправились строить оборонительные сооружения у Сливницы, 1-й кавалерийский полк отбыл на учения в Самоков, 2-й (Струмский) пехотный полк переброшен в Перник, в Софии остался посвящённый в заговор 1-й артиллерийский полк. Груев вёл переговоры с министром-председателем Петко Каравеловым и военным министром Константином Никифоровым, которые согласились просить князя об отречении, но участвовать в заговоре отказались.

### Свержение Баттенберга и формирование временного правительства
В ночь с 8 на 9 августа 1886 года части Струмского полка и юнкеры Военного училища вошли в Софию, нейтрализовали оставшиеся в городе войска и окружили княжеский дворец. Александра Баттенберга арестовали и принудили подписать указ об отречении от престола. Тем же утром его отвезли в Оряхово и депортировали в Россию по Дунаю.
У заговорщиков не было ясного плана последующих действий. Они надеялись сформировать правительство с участием всех политических партий, но столкнулись с противодействием Каравелова и других ведущих политиков. К вечеру, после консультаций с министерством иностранных дел России, был объявлен состав временного правительства, которое возглавил митрополит Климент Тырновский. 10 августа большая часть воинских подразделений присягнула новому правительству. Многие болгарские офицеры и политики, однако, не поддержали переворот, в их числе был председатель народного собрания Стефан Стамболов, находившийся в тот момент в Тырново. Никифоров отказался участвовать во временном правительстве, плевенский полк отказался присягать, а в Севлиево прошла демонстрация против новой власти. В варненском полку военные отказались подчиниться командиру, поддержавшему переворот.

### Контрпереворот
В Пловдиве 10 августа началась организация контрпереворота, который возглавил Сава Муткуров. Его поддержали Димитрий Тончев, другие либеральные политики и британское консульство. К Пловдиву стали подтягиваться военные части, не признавшие новое правительство, из Пазарджика, Хасково и Стара-Загоры. 11 августа Стамболов издал прокламацию и назначил Муткурова главнокомандующим болгарской армии. Муткуров предъявил временному правительству ультиматум с требованием сложить полномочия в 24 часа под страхом смертной казни. В ночь с 11 на 12 августа в Сливнице восстал 1-й пехотный полк. К 12 августа сторонники временного правительства оказались изолированы в Софии и Шумене. При участии русского генерального консульства было сформировано новое правительство во главе с Каравеловым. Груев и другие заговорщики бежали из столицы.

### Возвращение Баттенберга
Правительство Каравелова заручилось поддержкой России, но не было поддержано организаторами контрпереворота в Тырново и Пловдиве. Опасаясь гражданской войны и оккупации, Каравелов желал отложить решение о восстановлении княжеского трона до созыва Великого народного собрания, но Стамболов пригласил Баттенберга вернуться в Болгарию как можно скорее. 16 августа Стамболов объявил наместниками Петко Славейкова, Георгия Странского и себя. 17 августа кабинет Каравелова сложил с себя полномочия, пловдивские военные части бескровно заняли столицу.
Александр Баттенберг вернулся в Софию 17 августа, но уже через девять дней, 26 августа (7 сентября) 1886 года, после очередной безуспешной попытки помириться с русским императором он подписал акт об отречении и навсегда покинул Болгарию. Власть перешла к регентскому совету во главе со Стамболовым.

## Последствия
7 июля 1887 года в Болгарии был избран новый князь — Фердинанд I, представитель Саксен-Кобург-Готской династии, племянник австрийского императора и офицер австрийской армии. В первые годы его правления ведущая роль во внутриполитической жизни принадлежала Либеральной партии Стефана Стамболова, в чьей внешней политике проявилось заметное охлаждение отношения к России. Офицеры — сторонники России эмигрировали в Румынию и в феврале 1887 года вновь пытались организовать переворот в Болгарии, но безуспешно. Отношения между Болгарией и Россией были восстановлены лишь в 1896 году.